# 吉川元浩 (競艇選手)
吉川 元浩（よしかわ もとひろ、1972年9月7日 - ）は、兵庫県出身の競艇選手である。79期、登録番号は3854、ランクはA1、血液型はO型、身長は164cm。ニックネームは「ゲンコー」。

## 来歴
兵庫県立兵庫工業高等学校を卒業後、兵庫県内の建築会社に勤務していたが、阪神・淡路大震災に被災。会社の同僚から競艇選手への道を勧められ、全国モーターボート競走会連合会本栖研修所（現在は、ボートレーサー養成所に移転）に受験。1回で合格。受験時の年齢は22歳。当時の年齢制限の上限だった。本栖リーグ戦勝率は7.63。79期第1位。初出走は1996年11月17日の地元尼崎競艇場で開催された「一般競走」2R、1走目でいきなり初1着。1997年4月に早くも初優出。1999年1月に丸亀競艇場でデビュー初優勝。2000年2月の近畿地区選手権でGI初優出。2001年5月の笹川賞競走（浜名湖競艇場）でSG初優出し、優勝戦1号艇で臨むものの5着。以降2007年までSGで8優出。
2007年、福岡競艇場において開催された第22回賞金王決定戦に初出場。トライアル初日から好走し、優勝戦では1号艇を獲得。断然の1番人気とSG初制覇の重圧の中、インから1マークを先マイ。8回目の優出にして、遂に悲願そして涙のSG初戴冠を果たした（賞金王決定戦初出場での初優勝は第1回大会の彦坂郁雄以来21年ぶり2人目）。この優勝で1億円を獲得、この年の賞金ランキングでも同郷の魚谷智之に次いで2位となった。
2017年4月16日、芦屋競艇場において開催された第8回芦屋町長杯争奪戦で通算70回目の優勝。この優勝により史上17人目の24場全場制覇を果たしている。
2018年7月24日開幕の地元尼崎競艇場で開催されたGI尼崎センプルカップに出場、予選道中1勝ながら得点率7位で準優出し、準優勝戦では予選首位通過の菊地孝平に次ぐ2着で29日の優勝戦進出を決める。優勝戦では5コースからのまくり差しを決め、地元周年初タイトル（同大会の地元兵庫支部制覇は9回ぶり15人目）となった。
2019年3月21日、戸田競艇場において開催された平成最後となるSGの第54回総理大臣杯で2つ目のSGを獲得。さらに5月26日には、福岡競艇場において開催された令和初となるSGの第46回笹川賞も制し、SG2連続優勝を飾っている。
2020年3月22日、前年度覇者枠で出場したSG第55回総理大臣杯で優勝。同競走22年ぶり（1997年～1998年の西島義則以来）の連覇となった。
新型コロナウイルスの感染拡大に伴い無観客での開催を余儀なくされた同節、吉川は開催場である平和島のエースモーターと呼ばれる13号機を引き当て、ドリーム戦2号艇で5着に敗れるも、予選得点率4位の活躍。準優勝戦（21日）10Rでは2号艇ながら1着に入り、その後の準優勝戦において1号艇が優出出来ず、優勝戦1号艇をゲットしての優勝であった。

## 人物
- 趣味は釣り[3]。特にタチウオ釣りが得意で、過去には「大阪湾タチウオKINGバトル」という釣り大会で数回決勝まで進出している[4][5]。また、同じ兵庫支部所属の鎌田義とは釣り仲間。

## SG・GI・GII戦績

### SG優出
| 年月       | 競艇場 | タイトル                     | 枠番  | コース  | 結果         |
| 2001年5月  | 浜名湖 | 笹川賞                       | 1号艇 | 1コース | 5着          |
| 2001年12月 | 住之江 | 賞金王シリーズ戦             | 4号艇 | 4コース | 2着          |
| 2003年8月  | 蒲郡   | 海の日記念・オーシャンカップ | 6号艇 | 6コース | 5着          |
| 2004年5月  | 尼崎   | 笹川賞                       | 3号艇 | 3コース | 4着          |
| 2004年8月  | 蒲郡   | モーターボート記念           | 4号艇 | 3コース | 5着          |
| 2006年10月 | 福岡   | 全日本選手権                 | 2号艇 | 2コース | 2着          |
| 2007年10月 | 平和島 | 全日本選手権                 | 5号艇 | 5コース | 5着          |
| 2007年12月 | 福岡   | 賞金王決定戦                 | 1号艇 | 1コース | 優勝         |
| 2008年6月  | 芦屋   | グランドチャンピオン決定戦   | 3号艇 | 3コース | 6着          |
| 2008年11月 | 浜名湖 | 競艇王チャレンジカップ       | 6号艇 | 6コース | 2着          |
| 2008年12月 | 住之江 | 賞金王決定戦                 | 6号艇 | 6コース | 3着          |
| 2009年5月  | 福岡   | 笹川賞                       | 3号艇 | 3コース | 3着          |
| 2009年10月 | 尼崎   | 全日本選手権                 | 2号艇 | 2コース | 5着          |
| 2009年12月 | 住之江 | 賞金王決定戦                 | 5号艇 | 5コース | 5着          |
| 2010年6月  | 大村   | グランドチャンピオン決定戦   | 2号艇 | 2コース | 4着          |
| 2015年12月 | 住之江 | 賞金王シリーズ戦             | 2号艇 | 2コース | 4着          |
| 2016年11月 | 大村   | 競艇王チャレンジカップ       | 3号艇 | 3コース | 転覆（選責） |
| 2018年5月  | 尼崎   | 笹川賞                       | 4号艇 | 4コース | 6着          |
| 2019年3月  | 戸田   | 総理大臣杯                   | 1号艇 | 1コース | 優勝         |
| 2019年5月  | 福岡   | 笹川賞                       | 1号艇 | 1コース | 優勝         |
| 2019年12月 | 住之江 | 賞金王決定戦                 | 6号艇 | 6コース | 6着          |
| 2020年3月  | 平和島 | 総理大臣杯                   | 1号艇 | 1コース | 優勝         |

### GI優勝
- 2000年12月 尼崎競艇場 ダイヤモンドカップ競走
- 2004年10月 若松競艇場 開設52周年記念競走GI全日本覇者決定戦
- 2005年12月 三国競艇場 モーターボート大賞競走
- 2007年9月 下関競艇場 GI開設53周年記念 競帝王決定戦
- 2007年11月 戸田競艇場 GI開設51周年記念 戸田グランプリ
- 2008年2月 尼崎競艇場 GI第51回近畿地区選手権競走
- 2008年2月 住之江競艇場 GI開設51周年記念 太閤賞競走
- 2008年3月 三国競艇場 GI開設54周年記念 北陸艇王決戦
- 2008年6月 住之江競艇場 ダイヤモンドカップ競走
- 2009年2月 三国競艇場 GI第52回近畿地区選手権競走
- 2009年4月 常滑競艇場 GI開設56周年記念 マーメイドグランプリ
- 2009年9月 宮島競艇場 GI開設55周年記念 宮島チャンピオンカップ
- 2010年7月 宮島競艇場 GI開設56周年記念 宮島チャンピオンカップ
- 2012年6月 若松競艇場 開設60周年記念競走GI全日本覇者決定戦
- 2014年2月 住之江競艇場 GI開設57周年記念 太閤賞競走
- 2016年2月 尼崎競艇場 GI第59回近畿地区選手権競走
- 2018年6月 福岡競艇場 GI開設65周年記念 福岡チャンピオンカップ
- 2018年7月 尼崎競艇場 GI開設66周年記念 尼崎センプルカップ
- 2019年12月 三国競艇場 GI開設66周年記念 北陸艇王決定

### GII優勝
- 2007年8月 びわこ競艇場 結核予防事業協賛 第51回秩父宮妃記念杯
- 2018年3月 唐津競艇場 モーターボート大賞